# Le Tuc Tong
Lê Túc Tông, namn vid födseln (tên huý) - , född 1487, död 1504, var den sjunde kejsaren av Senare Ledynastin i Vietnam. Han regerade endast ett halvår 1504. Han kom att efterträdas av sin bror Lê Uy Mục.